# Spinimegopis fujitai
Spinimegopis fujitai là một loài bọ cánh cứng trong họ Cerambycidae.